# Бал Шем Тов
Бал Шем Тов (хебр. בעל שם טוב), пуно име Израел Бен Елизер, познат и као Бешт (хебр. בעש"ט). Рођен је 25. августа 1698. године у селу Окопи, Подоље, Државна заједница Пољске и Литваније, умро 22. маја 1760. године у Меджибожу, Подоље, Државна заједница Пољске и Литваније; данас се место рођења и смрти налази у Подољу, Украјина.
Бал Шем Тов био је рабин и основатељ хасидијског јудаизма (хасидизам).

## Биографија

#### Младост
Бал Шем Тов је рођен у сиромашној родбини, старијим родитељима у селу Окопи, Државна заједница Пољске и Литваније (сада део Тернопољскт области, Украјина). Традиција говори да је пре рођења код његовог оца Елизера дошао, у виду путника, пророк Илија, који је предсказао рођење сина. Отац Елизер је пред смрћу малом сину завестио, да се не боји никога осим Бога, и да воли сваког Јевреја. Родитељи су му преминули код пет година старости.
Године 1710. заврши хедер (веронаука) и постане асистент код меламеда (учитељ хедера). Наследник Бал Шем Това, Магид из Мезерича, о њему је говорио да је имао велику љубав према деци, које је водио у школу (хедер) и притом певао псалме и цитирао Тору. Магид је рекао:
Да смо само пољубили Тору са истом љубављу као наш учитељ (Бал Шем Тов) децу, коју је водио у хедер, као помочник учитеља.
Према легенди Израел се борио са вуком, који је застрашивао јеврејску децу на путу за синагогу, тада га је певањем јеврејских псалма убио. 1712. постане габај (чувар синагоге) у локалној синагоги. Према хасидској легенди Бал Шем Тов је имао визију даће видети пророка Ахију. Ожени се са 18 година (1716), али брзо остане удовац, када му жена умре за време његовог путовања по Источној Галицији. Нако дужег стажирања као помоћник меламеда у западној Украјини, настанио се у меламед у граду Тлусте (сада Јазловце поред града Бучач, Украјина). Такође је остао на дужности габаја (чувара) синагога у околним насељима. Кабалу је упознао са помоћу рабина Адама Бал Шема из Ропчица (данас Пољска), који је био ученик рабина Жол Бал Шема из Замошћа, наследника рабина Елије Бал Шема из немачког Вормса.
Бешт је са 18 година постао вођа хасидизма. Група цадика (поштени људи), који су бринули за сиромашне Јевреје, позвали је да се окрену аграру и уместо града населе по селима. За мања насеља тражили су и учитеље за децу, ако га нису нашли тражили су помоћ Бал Шем Това, као помоћника учитеља. Касније је Бешт написао:
Најрадоснији тренутак у мом животу је био када сам учио младу децу, како изговоре Модех Ани, Шема Израел и Камец Алеф Ах.
Народ га је изабрао и за арбитра и медијатора, Јевреји су тада у Пољској држави имали свој суд. Велик утисак је направио на Ефраима из Бродија, да му је обећао руку своје кћерке Чане за жену. Ефраим је умро пре да је то рекао Чани, али када је сазнала о очевимм обећањима решила је да се повинује њима и удала се за Бал Шем Това. Након удаје преселе се у Карпате, између Кутија и Косова (код Ивано-Франковска). Њихов једини приход био од свог рада глине и креча, које је Чана носила по локалним селима. Имали су двоје деце, Удла (рођен 1720) и Цвија Херша.

#### Развој и почетак хасидизма
Бешт је једно време био и шахит (обредно клање животиња за кошер јело) у граду Кошиловци, поред Јазловке (околина Ивано-Франковска). Тај посао није задржао дуго јер је постао управник сеоске конобе, коју су му купили рођаци. У Подољи се доста времена дружио са сељацима и научио користити биљке за природно лечење. Његова прва презентација у јавности су биле амајлије о природним лековима. После многих путовања по Подолији и Волињу (данас области Украјине) и стека неке ауторитете одлућио је 1740. године да постане учитељ у Меджибожком штетлу (јидиш שטעטל , штетл), где су га волели слушати људи и верски одабраници. Меджибож је постао средиште његовог покрета-меджибришких хасида. Хасидизам је брзо добијајо нове присталице, са презиром од класичних присталица јудаизма (Талмудиста). Упркос разлики у учењу, имао је подршку од два позната талмудиста, браћа Маер (главни рабин Лавова и касније Острога, аутор Респонсе- део халахе) и Изак Дов Мергаљос. Касније су сами рабини који су се почетком противили хасидизму, постали његови ученици. Стипендије је доделио рабинима Јакову Јосифу Хаконену (рабин Полоне), Давиду Халперину (рабин Острога), Израелу из Сатанова (Сатанов, Украјина; аутор Тиферет Израел), Јосиф Хелперин (рабин из Слосовица) и Дов Бер из Мезерича (познат и као Магид из Мезерича). Рабини су постали део хасидског учења, које је било мало измењено према почетној форми.
Део хасидизма је и јака мистика и веровање у чуда. Тим ефектима је Бал Шем Тов успео да лечи људе и да их избави од злих духова (демона). Касније су код хасидизма смањили мистику и више посветили учењу, карми, магнетизму и усхићени личности.

#### Противљење Франковој секти
За време секте Јакова Франка (1726—1791) подржао је Талмудисте, који су се противили месијанству Јакова Франка (Јаков Франк је себе имао за реинкарнацију лажне месије Шабетаја Цвија). Франкисти су касније прешли на католичку веру. Бал Шем Тов је рекао да док је оболени уд део тела још има наде да се излечи, али када се ампутира, повратка више нема. Бешт је умро скоро након покатоличења франковских Јевреја.

#### Оставштина
Према пољским архивима (тада је насеље било део Државне заједнице Пољске и Литваније) Бал Шем Тов је имао хасидску секту, која је била ослобођена плаћања пореза. Према подацима архива, Бешт и његова заједница хасида имали су све повласти цењене јеврејске заједнице. Бал Шем Тов је оставио и свој дневник-молитвеник, који се данас налази у Хабадској библиотеку у Њујорку.
Гроб Бал Шем Това се налази на старом јеврејском гробљу, у селу Меджибож, Украјина. Поседњих година (2006—2008) јеврејска организација (Agudas Ohalei Tzadikim) из Израела обновила је гробља цадика у Украјини, такође и Бештово гробље. У селу је изграђена нова синагога и кућа за госте, који долазе у та крај на његов гроб.
- Обновљена синагога и кућа за госте
- Списак са порезне листе из Меджибожа 1758. показује Бал Шема (Balsam) у кући #95
- Бештов дневник, данас у библиотеки Хабада у Њујорку